# Pterygocythere mucronalatum
Pterygocythere mucronalatum är en kräftdjursart som först beskrevs av Brady 1880.  Pterygocythere mucronalatum ingår i släktet Pterygocythere och familjen Trachyleberididae. Inga underarter finns listade i Catalogue of Life.